# 臺南市花園遊園地
22°59′50″N 120°12′23″E / 22.997337°N 120.206299°E臺南市花園遊園地，為臺南市在日治時期設立的兒童公園，於1925年6月開園，當時位於花園町二丁目。其在戰後改做「台南市立第二幼稚園」，在幼稚園於2003年遷出後，現今為「臺南市家庭教育中心」所在地。

## 介紹
臺南市花園遊園地由台南市役所經營，於1924年設置，1925年6月1日開園，工程花費3,487圓30錢。為臺南市的第一個亦是戰前唯一的兒童專屬公園。遊園地內的設施有溜滑梯、爬梯、盪鞦韆、旋轉鞦韆、固定圓木、沙池和旋轉木馬，供民眾自由進出使用。而台灣各城市在1930年代後，陸續設置了較大型的兒童遊園地，例如台北的圓山兒童遊園場（戰後作為兒童樂園）、嘉義兒童遊園地、新竹兒童遊園地（戰後作為新竹動物園）。
此遊園地在戰後改做「台南市立第二幼稚園」，而第二幼稚園於2003年8月1日遷入公園國小南園樓，隔年併入公園國小附設幼稚園。幼稚園遷出後，改由臺南市教育局下的「臺南市家庭教育中心」使用，負責家庭教育相關的推廣與諮詢。雖然此處的使用歷經改變，但皆為與兒童相關的用途。